# ベンジャミン・オール
ベンジャミン・オール（Benjamin Orr、1947年9月8日 - 2000年10月3日）は、ロック・バンド、カーズのベーシスト、共同創設者、および共同リードボーカリストとして最もよく知られているアメリカのミュージシャン、歌手。
彼は、「燃える欲望 (Just What I Needed)」「レッツ・ゴー」「ドライヴ」など、カーズの最も有名な曲のいくつかでリードボーカルを歌った。また、シングル「ステイ・ザ・ナイト」でソロ・ヒットを記録した。
オールは死後、2018年にカーズのメンバーとしてロックの殿堂入りを果たした。

## 略歴

### 人生とキャリア
ベンジャミン・オルゼコウスキは、オハイオ州レイクウッドで、ポーランド、ロシア、チェコスロバキア、ドイツ系の両親のもとに生まれた。彼の家族は彼の音楽活動を積極的に支援した。彼は、ギター、ベース、キーボード、ドラムなど、いくつかの楽器に習熟した。
地元では「ベニー・11・レターズ (Benny 11 Letters)」として知られる彼は、オハイオ州レイクウッドとオハイオ州パルマで育ち、ヴァレー・フォージ高校に通った後、1964年にリードシンガー兼ギタリストとして地元のバンド、グラスホッパーズ (Grasshoppers)に参加した。1965年、グラスホッパーズはサンバースト・レーベルから「Mod Socks」と「Pink Champagne (and Red Roses)」という2枚のシングルをリリースし、後者はオルゼコウスキによって作曲された。
グラスホッパーズは、クリーブランドのWEWS-TVが制作した音楽バラエティ・テレビ番組『ビッグ5・ショー』のハウス・バンドも務めた。グラスホッパーズは1966年に解散し、バンドメンバーの2人がアメリカ陸軍に徴兵された後、オルゼコウスキはミックスド・エモーションズ (Mixed Emotions)に参加し、後にカラーズ (Colours)に参加した。
その後、オルゼコウスキも徴兵されたが、陸軍での約1年半の後に徴兵猶予を受けた。
オールが1960年代にクリーブランドで初めてリック・オケイセックに出会ったのは、オールが『ビッグ5・ショー』でグラスホッパーズと共演しているのをオケイセックが見た後のことだった。数年後、オールはオハイオ州コロンバスに移り、1988年にカーズが解散するまでの間、オケイセックと音楽的パートナーシップを結ぶこととなる。ボストンに移った後、2人はギタリストのジェームス・グッドカインドと、ミルクウッドと呼ばれるフォーク・バンドを結成した。
1973年に、グループは1枚のアルバム『ハウズ・ザ・ウエザー』をリリースした。チャート入りには失敗した。ボストンに残り、オケイセックとオールは別のバンド、キーボーディストのグレッグ・ホークスをフィーチャーした「リチャード・アンド・ザ・ラビッツ (Richard and the Rabbits)」を結成し、続いてギタリストのエリオット・イーストンを含む別のバンド「キャップン・スウィング (Cap'n Swing)」を結成した。グループが1976年に解散した後、4人とドラマーのデヴィッド・ロビンソンは、カーズを結成した。
カーズのメンバーとして、オールはバンドの最も有名な曲のいくつかでリードボーカルを歌った。これには、トップ40での最初のヒット「燃える欲望 (Just What I Needed)」、「レッツ・ゴー」、およびアメリカでのチャート最高位となったシングル「ドライヴ」が収録されている。
オールは、1986年に自身唯一のソロ・アルバム『ザ・レース』をリリースした。その音楽と歌詞は、長年のガールフレンドであるダイアン・グレイ・ペイジ (Diane Gray Page)と共同で作成した。彼女はバック・ボーカルでも参加しており、アルバムのバック・カバーにも登場している。このアルバムには、トップ40に入るポップ・ヒット曲「ステイ・ザ・ナイト」が収録されていた。この曲はアルバム・ロック・チャートでもトップ10のヒットとなった。この曲のミュージックビデオは、MTVでヘビー・ローテーションされた。
2枚目のシングル「Too Hot to Stop」もリリースされたが、アルバム・ロック・チャートで25位に達したものの、Billboard Hot 100には入らなかった。オールは、1988年にグループが解散する前に、もう1枚のアルバム『ドア・トゥ・ドア』とツアーのためにカーズと協力し続け、その後、彼と他のメンバーはソロ活動を続けた。1990年代中頃、オールはギタリストのジョン・カリッシュと共に『ザ・レース』に続く未発表曲を録音した。
1998年から2000年に亡くなるまで、彼は自身のバンド「オール (ORR)」と、2つのサイドバンド、ミッキー・トーマスとジョン・キャファティとのヴォイス・オブ・クラシック・ロックと、パット・トラヴァース (パット・トラヴァース・バンド)、ジェフ・カーリッシ (38スペシャル)、デレク・セント・ホームズ (テッド・ニュージェント)、リバティ・デヴィート (ビリー・ジョエル)とのカバー・バンドであるビッグ・ピープルで、パフォーマンスを続けた。
オールは、2回結婚し、息子が1人いた。

### 病と死
2000年4月、オールは膵臓癌と診断され、入院した。しかしながら、彼はその夏の間、音楽フェスティバルや、州による見本市において、ビッグ・ピープルでパフォーマンスを続けた。彼はアトランタで最後の1回となるカーズでの再結成を果たし、ライノ・エンタテインメントからのコンサート・ビデオ『The Cars Live』に収録されたインタビューを行った。
オールが最後に公の場に姿を現したのは、2000年9月27日、アラスカ州アンカレッジで開催されたビッグ・ピープルのコンサートであった。仲間のビッグ・ピープル・バンドのメンバーであるジェフ・カーリッシ、デレク・セント・ホームズ、ロブ・ウィルソンに囲まれながら、彼は10月3日にアトランタの自宅にて53歳で亡くなった。
リック・オケイセックはオールへの音楽での追悼として「Silver」という曲を書いて録音した。これは、オケイセックの2005年のソロ・アルバム『ネクスタデイ』に収録されている。カーズは、オールの死から10年後に再結成し、2011年5月に7枚目 (そして最後) のスタジオ・アルバム『ムーヴ・ライク・ディス』をリリースした。オールはライナーノーツで特別な賛辞を受けている。「ベン、あなたの精神は我々と共に、ここにある」と。

## ディスコグラフィ

### ソロ・アルバム
- 『ザ・レース』 - The Lace (1986年、Elektra) ※全米86位

### ソロ・シングル
- 「ステイ・ザ・ナイト」 - "Stay the Night" (1986年、Elektra)
- "Too Hot to Stop" (1987年、Elektra)

### グラスホッパーズ
- "Mod Socks" b/w "Twin Beat" (1965年、Sunburst)
- "Pink Champagne (and Red Roses)" b/w "The Wasp" (1965年、Sunburst)

### ミルクウッド
- 『ハウズ・ザ・ウエザー』 - How's the Weather? (1973年、Paramount)

### カーズ
- 『錯乱のドライヴ/カーズ登場』 - The Cars (1978年、Elektra)
- 『キャンディ・オーに捧ぐ』 - Candy-O (1979年、Elektra)
- 『パノラマ』 - Panorama (1980年、Elektra)
- 『シェイク・イット・アップ』 - Shake It Up (1981年、Elektra)
- 『ハートビート・シティ』 - Heartbeat City (1984年、Elektra)
- 『ドア・トゥ・ドア』 - Door To Door (1987年、Elektra)